# Gronda lagunare

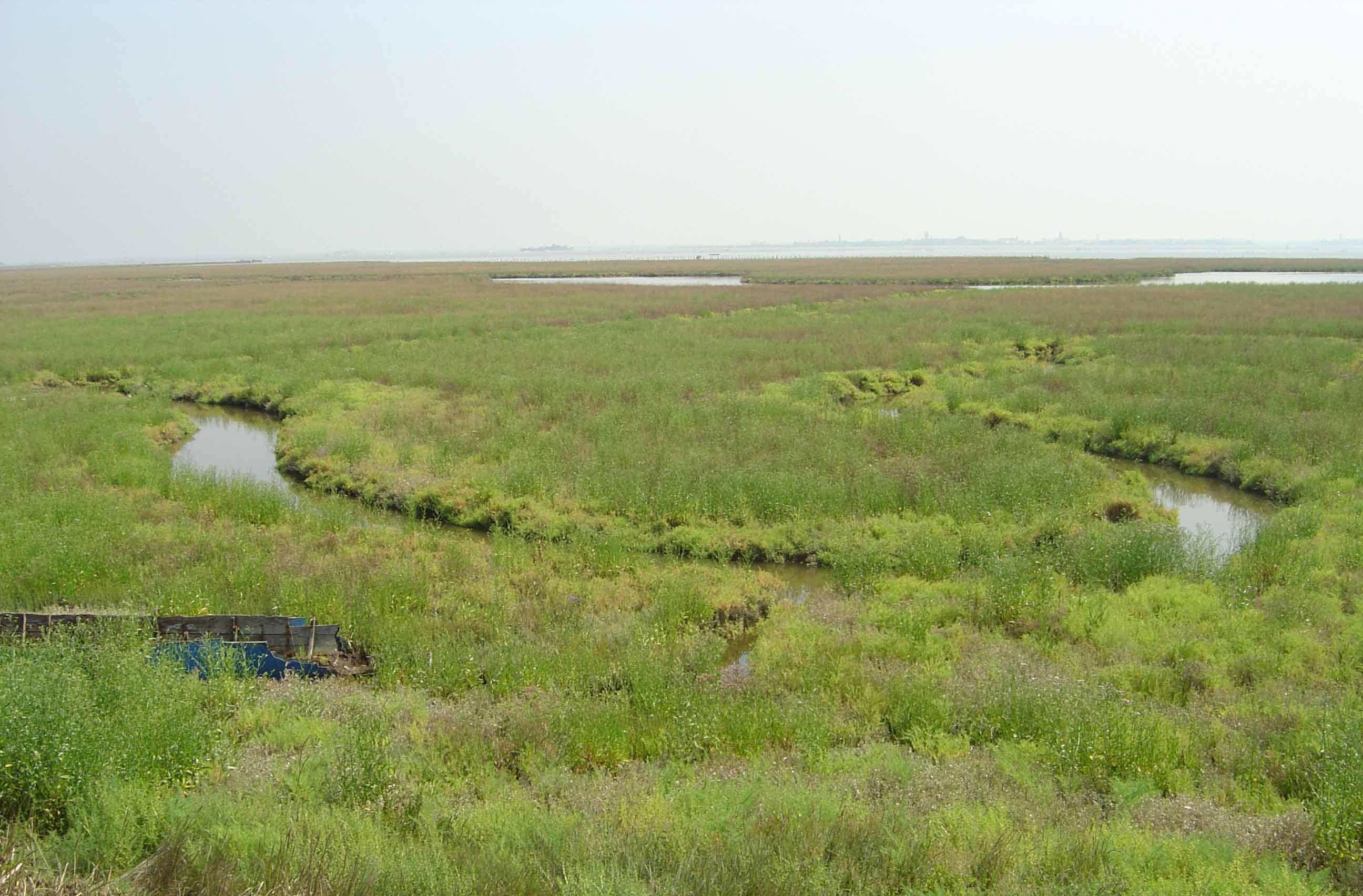
La gronda lagunare, con una barena attraversata da un canale minore (noto localmente come ghebo)

Per gronda lagunare si intende l'area di contatto tra la laguna di Venezia e la terraferma veneziana. Si tratta di un articolato intreccio di terre emerse, spesso bonificate, e di barene, attraversate da una rete di velme e canali: un sistema fisico e ambientale complesso, sottoposto a profondi processi di trasformazione, di origine sia naturale sia antropica.

## Funzione della gronda nel sistema lagunare
A livello idrologico, in modo analogo alle golene per i fiumi, l'area di gronda fornisce terreno atto ad accogliere le espansioni mareali veicolate dalle bocche di porto, limitando utilmente il fenomeno dell'acqua alta.
A livello ecologico, l'area di gronda rappresenta il complesso sistema attraverso cui si manifestano le interazioni tra l'ecosistema lagunare e la terraferma veneziana: da quest'ultima, attraverso la rete di corsi d'acqua, si realizza un apporto di acque dolci, che risulta modesto e localizzato solo in determinati punti. L'incontro di questi flussi con l'apporto di acqua marina salata proveniente dalle tre bocche di porto determina l'equilibrio salmastro delle acque lagunari. Di scarso rilievo è l'apporto di materiali solidi veicolati dai flussi di acqua dolce che attraversano la gronda in direzione della laguna trasferendo nuovi materiali. Sono invece più consistenti i mutamenti di segno opposto, con sottrazione di sedimenti alla laguna e loro traslazione in direzione del mare.

## Trasformazioni morfologiche
Notevoli sono gli effetti modificativi sulla morfologia della gronda indotti dalla pressione antropica, intensificatasi nell'Ottocento con la costruzione delle tre bocche di porto (Lido-San Nicolò, Malamocco-Alberoni, Pellestrina-Chioggia), con l'escavazione di canali per l'accesso al porto e, soprattutto, con la realizzazione di macro-strutture: le casse di colmata, l'aeroporto Marco Polo, le grandi aree industriali edificate proprio sulla superficie di gronda, a occidente della città.
Tra questi effetti modificatori non vanno trascurati anche quelli indotti dagli interventi di bonifica idraulica, che hanno determinato l'arretramento della superficie delle aree umide, a causa di frequenti interramenti finalizzati alla trasformazione di superfici e spazi umidi in terreni agricoli suscettibili di utilizzazione economica. In altri punti, invece, gli specchi idrici, pur conservati, sono stati trasformati in modo radicale e isolati dal flusso della marea, con delimitazione mediante argini al fine di renderli valle da pesca, vale a dire specchi lacustri idonei a una destinazione itticolturale semi-intensiva.

### Il cosiddetto "irrigidimento" della gronda lagunare
Gli effetti di queste trasformazioni indotte dall'uomo hanno portato a una notevole contrazione dell'area utile ad accogliere le espansioni mareali che interessano la laguna attraverso le bocche di porto, con conseguenze notevoli sull'intensità del fenomeno dell'acqua alta.
Tali effetti sono suscettibili di quantificazione grazie al confronto con la conterminazione lagunare realizzata sotto il governo della Serenissima nel 1791: si valuta che la riduzione percentuale delle aree utili all'espansione mareale, rispetto alla "conterminazione" del 1791, sia pari a circa il 30%. Tali effetti si compongono con i ben noti problemi di subsidenza, che interessano però l'intera area lagunare, dovuti all'estrazione di acqua ("emungimento") per usi industriali dalle falde acquifere profonde sottostanti la gronda lagunare e il bacino scolante: questo determina l'"irrigidimento" dell'area di gronda, ovvero la ridotta idoneità ad assorbire le espansioni della marea che si manifestano in laguna, con notevoli ripercussioni sulla frequenza e sull'intensità dei fenomeni di acqua alta.

### Studi e proposte

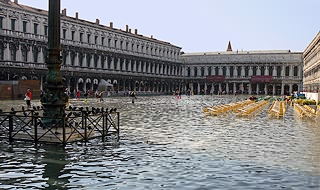
Gli effetti dell'acqua alta in Piazza San Marco.

Negli anni settanta del Novecento fu dimostrata, in maniera sia teorica sia sperimentale, la correlazione causale tra il prelievo di acqua dal sottosuolo e l'accelerazione dei fenomeni di subsidenza. In conseguenza di tali studi fu imposto per legge il divieto di ulteriori estrazioni di acqua, garantendo l'approvvigionamento per uso industriale con la costruzione, nel 1975, di un apposito acquedotto dal fiume Sile fino a Porto Marghera.
L'effetto immediato di tale provvedimento è stato notevole: eliminato il fattore antropico, la subsidenza si è attestata sul suo ritmo naturale, dovuto a cause geologiche, di 3–7 cm al secolo: si tratta di un risultato notevole, da mettere a confronto con i ben 23 cm di aumento batimetrico per subsidenza registrati solo nel XX secolo, a cui devono aggiungersi altri 4 cm addebitabili a fenomeni di eustatismo.
La sospensione degli emungimenti idrici è stata però parzialmente derogata nel 1996, quando si è acconsentito all'estrazione d'acqua nei pozzi industriali litoranei.
Nel 1985 è stato messo a punto uno studio, commissionato dall'amministrazione comunale di Venezia, che prevedeva una serie di interventi diffusi, incentrati soprattutto sui vettori acquiferi e sulla superficie della gronda, sull'area urbana, sui canali lagunari e sulle bocche di porto. Tale intervento di salvaguardia, per l'inerzia degli organi di governo locale, non ha mai raggiunto seppure la fase di progetto di massima.